# Storia della Lituania (1219-1295)

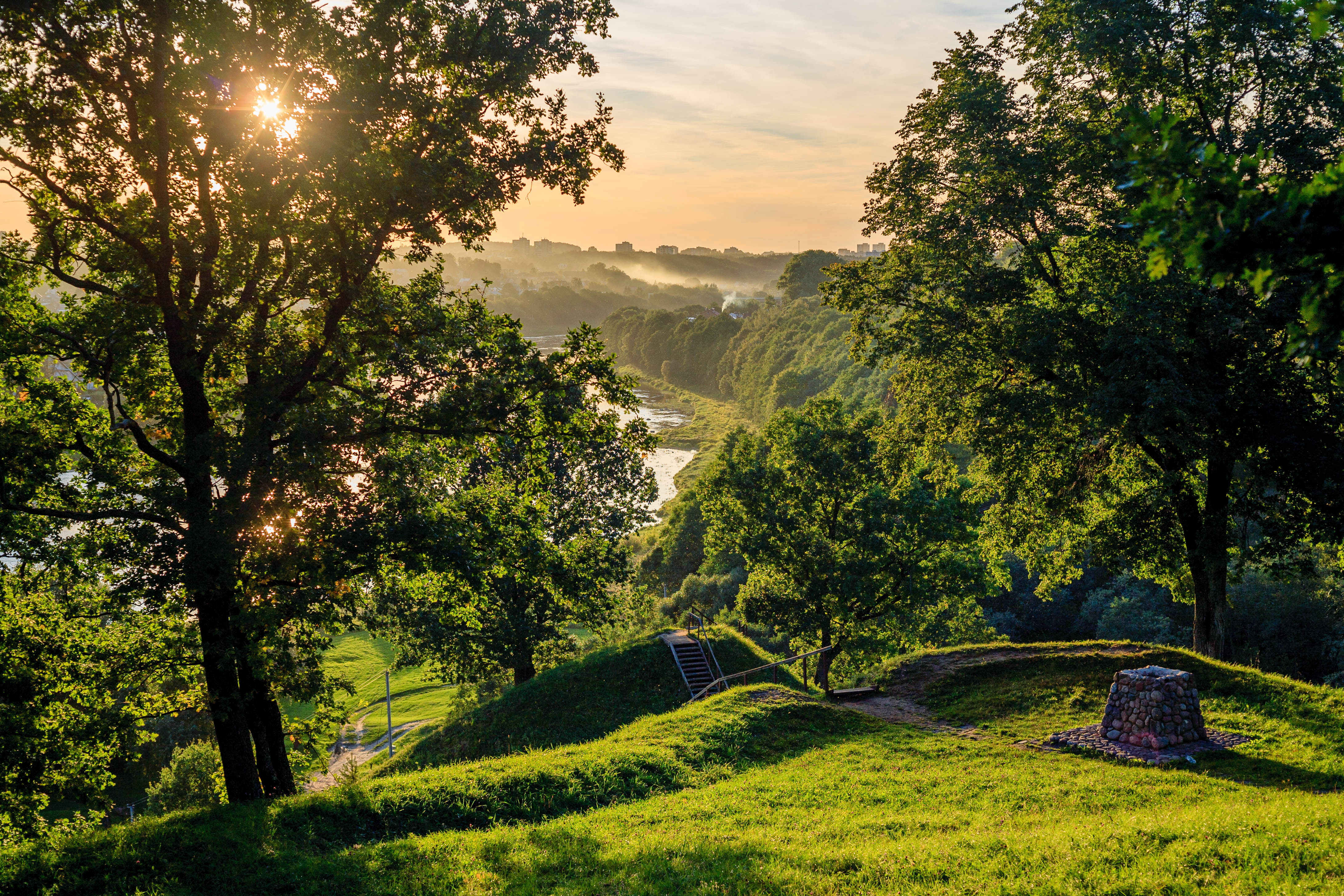
Fortezza di collina presso Alytus, nella Lituania meridionale. Oltre ad avere un fondamentale scopo militare già nel XII secolo, fu intorno a esse che iniziarono gradualmente a svilupparsi insediamenti urbani

La storia della Lituania dal 1219 al 1295 inerisce principalmente all'istituzione e ai primi decenni di storia del primo Stato lituano, il Granducato di Lituania. L'inizio del XIII secolo aveva segnato la fine della preistoria lituana, poiché da quel punto in poi la storiografia del Paese baltico è testimoniata da cronache, trattati e altri documenti scritti. Nel 1219, ventuno duchi lituani siglarono un trattato di pace con il Principato di Galizia-Volinia, un evento ritenuto la prima prova storica del fatto che le tribù baltiche si stessero unendo tra di loro e rinsaldando i propri rapporti. Nonostante la continua guerra con i due ordini cristiani, l'Ordine di Livonia e i Cavalieri teutonici, il Granducato di Lituania fu in grado dapprima di costituirsi e poi di estendersi in maniera gradualmente più stabile in Rutenia Nera, in centri come Polack e Minsk e in altri territori a est della moderna Lituania, divenuti deboli e vulnerabili a causa del declino della Rus' di Kiev.
Il primo sovrano a detenere il titolo di granduca fu Mindaugas, tradizionalmente considerato il fondatore del primo proto-Stato lituano, il Ducato, capace di riuscire nell'impresa di coalizzare le tribù baltiche. Alcuni studiosi, tuttavia, contestano questa ipotesi, poiché sostengono esistesse una proto-unione prima di Mindaugas, addirittura già nel 1183. Mindaugas fu battezzato nel 1251 e incoronato re di Lituania nel 1253, dopo aver trionfato in una guerra interna con i suoi nipoti. Nel 1261 ruppe la pace con l'Ordine di Livonia e rinunciò alla fede cristiana su consiglio di suo nipote Treniota, duca di Samogizia, una carica molto influente nella Lituania dell'epoca. Proprio Treniota assassinò il re nel 1263, ponendo definitivamente termine al regno in quanto decise di adottare semplicemente la carica di granduca. Per quanto concerne la religione, fatta eccezione per la breve parentesi costituita da Vaišvilkas e Švarnas, per altri 120 anni la Lituania sarebbe rimasta un dominio pagano, in lotta contro i teutonici e i livoniani durante le crociate del Nord, ovvero quando gli ordini attaccarono militarmente la regione per cristianizzarla. Dal punto di vista politico, dopo la morte di Mindaugas, il Granducato di Lituania entrò in un periodo di relativa instabilità, come dimostra il fatto che ben sette granduchi detennero il titolo nel corso dei successivi 32 anni. Nonostante le fragilità interne, il Granducato non collassò e benché si sappia poco di questo periodo, pare che il primo membro della dinastia gediminide, famiglia che avrebbe assunto un ruolo da protagonista nei secoli successivi, assunse il potere nel 1280 circa. Fu Vytenis, a capo dei Lituani dal 1295, a gettare solide basi nel successivo ventennio per far sì che lo Stato si espandesse e crescesse sotto la guida di Gediminas e suo figlio Algirdas. Alla luce degli eventi accaduti dal 1219 al 1295, si può affermare che proprio in virtù di essi il Granducato poté avviare la sua successiva grande ascesa.

## Contesto storico

### Unificazione dei Balti

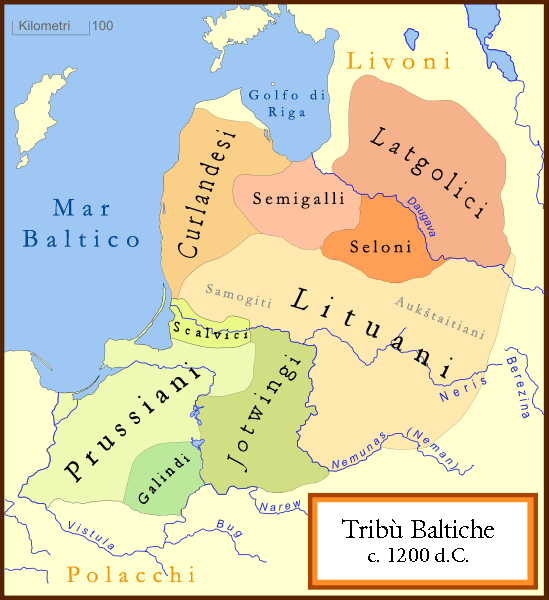
Mappa delle tribù baltiche nel XIII secolo. I balti orientali sono in arancione, i balti occidentali in verde

L'inizio del XIII secolo, periodo da cui ha inizio il processo di formazione dello Stato lituano, segna la fine della preistoria lituana, poiché da questo punto in poi la storiografia del Paese baltico è registrata in cronache, trattati e altri documenti scritti. Alle porte del Duecento, i Balti furono in gran parte incoraggiati a unirsi dalle minacce esterne causate dagli aggressivi ordini religiosi tedeschi. Nel 1202, Alberto, arcivescovo di Riga, istituì l'Ordine dei Cavalieri Portaspada, per diffondere il cristianesimo e consentire la conquista dei Livoni, Curi, Semigalli ed Estoni vicino al Golfo di Riga. L'Ordine condusse una serie di campagne vittoriose e rappresentò una minaccia costante per i territori lituani, ma la sua avanzata subì una battuta di arresto a seguito della battaglia di Šiauliai (1236).
Nel 1226, Corrado I di Masovia invitò i Cavalieri teutonici a difendere i suoi confini e sconfiggere i Pruzzi, offrendo Chełmno (Kulm) come testa di ponte per le loro operazioni. Nel 1230 i guerrieri tedeschi si stabilirono a Chełmno, costruirono un castello e iniziarono ad attaccare le terre prussiane nell'ambito di una crociata. Dopo 44 anni e al netto di due sanguinose rivolte, i cavalieri erano riusciti a sottomettere la maggior parte degli autoctoni; ci vollero altri nove anni per piegare i Nadruviani, gli Skalviani e gli Jatvingi, e dal 1283 furono meglio posizionati per minacciare il giovane Stato lituano da ovest.
| Incursioni militari lituane note | Incursioni militari lituane note | Incursioni militari lituane note | Incursioni militari lituane note | Incursioni militari lituane note |
| Anni                             | Verso la Livonia                 | Verso la Russia                  | Verso la Polonia                 | Totale                           |
| -------------------------------- | -------------------------------- | -------------------------------- | -------------------------------- | -------------------------------- |
| 1201–1210                        | 12                               | 5                                | 1                                | 18                               |
| 1211–1220                        | 7                                | 6                                | 2                                | 15                               |
| 1221–1230                        | 2                                | 3                                | 2                                | 7                                |
| 1231–1240                        | -                                | 4                                | 1                                | 5                                |
| 1241–1250                        | 3                                | 9                                | 3                                | 15                               |
| 1251–1260                        | -                                | 6                                | 3                                | 9                                |
| 1261–1263                        | 2                                | 2                                | 2                                | 6                                |
| Totale                           | 26                               | 35                               | 14                               | 75                               |

La novità rappresentata dalla proprietà terriera privata (gli allodi, in lituano atolai), la quale diede vita a un processo che sarebbe culminato con la formazione di un sistema feudale, permise una migliore assimilazione dei gruppi locali. Come attestato da molte cronache, fu questa la principale forma di organizzazione della proprietà terriera già prima del XIII secolo. Con questo sistema, noto altrove in Europa come primogenitura, solo il figlio maggiore poteva ereditare le terre, il che consentiva ai duchi di consolidare i propri possedimenti. Col tempo, iniziarono a prendere forma anche le diverse classi sociali, tra cui ad esempio i guerrieri esperti (bajorai, al singolare bajoras), i contadini liberi (laukininkai) e le persone "non libere" (kaimynai e šeimynykščiai). Per rafforzare questa piramide sociale era necessario uno Stato unito e un altro aspetto che poteva aggregare i Lituani era il desiderio di invadere la Rutenia, già alle prese con l'invasione mongola. In passato le alleanze temporaneamente poste in essere dai duchi lituani si erano rivelate spesso sufficienti a riportare adeguati bottini da quella regione, come attesta il sacco di Pskov, avvenuto nel 1213. In totale, tra il 1201 e il 1236, i Lituani sferrarono almeno 22 incursioni in Livonia, 14 in Russia e 4 in Polonia e annessero diversi territori; la gestione di quanto conquistato, ancora una volta, richiedeva un potere centrale saldo e unificato.

### Trattato con la Galizia-Volinia

Mappa dei territori controllati dall'Ordine di Livonia nel 1260. Il corpo religioso rappresentava un grande pericolo per i Balti, intenti nel processo di unificazione

Sulla base delle testimonianze rinvenute, è stato possibile affermare che i Lituani iniziarono a formare alleanze interne nel primo decennio del XIII secolo. Lo prova ad esempio il fatto che, nel 1207, si procedette a reclutare guerrieri in tutta la Lituania per attaccare Černihiv. È pacifico che i rapporti iniziarono ad intrecciarsi in maniera più intensa in primis tra le comunità dell'Aukštaitija (Aukštaičiai, letteralmente i montanari, gli abitanti delle terre alte nell'odierno nord-est della Lituania) e della Samogizia (Žemaičiai, abitanti delle pianure nell'odierno nord-ovest). Durante i primi vent'anni del XIII secolo, i baltici organizzarono una trentina di spedizioni militari in Livonia, Russia e Polonia. Proprio perché risulterebbe difficile spiegare come questi successi potessero essere ottenuti senza un nutrito esercito di uomini da inviare in battaglia, lo storico Zigmantas Kiaupa e altri studiosi sostengono che esistesse uno Stato lituano già nel 1183.
A ogni modo, la prima prova decisiva che i Balti si stavano coalizzando è considerata il trattato firmato con la Galizia-Volinia nel 1219. A sottoscrivere l'atto furono 21 duchi lituani e i primi cinque a essere nominati, forse per via della loro età o del proprio peso politico, tutti originari dell'Aukštaitija, godevano di diritti maggiori rispetto ai restanti sedici. Si ritiene che il più anziano (o il più influente) fosse Živinbudas, poiché il suo nome è menzionato prima di tutti gli altri. Allo stesso modo di suo fratello Dausprungas, Mindaugas, nonostante la sua giovane età, è elencato tra i duchi anziani, ragion per cui è lecito pensare che entrambi avessero già ereditato i nuovi titoli. I restanti due duchi del quintetto erano Daujotas, secondo citato nella lista, e suo fratello Vilikaila, menzionato tra i cinque per ultimo.
Il trattato è importante per diversi motivi, in quanto dimostra innanzitutto che i duchi lituani stavano agendo di comune accordo e perseguivano un'unità di intenti. Tra i firmatari rientravano infatti i duchi che governavano terre come la Samogizia, regione menzionata in quell'occasione per la prima volta in fonti scritte, probabilmente non avente alcuna relazione di qualsiasi genere con la Galizia-Volinia. Altri due fattori da tenere presente per contestualizzare la vicenda sono l'incremento demografico e i vuoti di potere verificatisi nei vicini domini polacchi, i quali comportarono la costituzione di autentiche città-stato o principati di piccola dimensione, di certo più facili da inglobare per una Lituania in fase di crescita. Il procedimento di conformazione di una gerarchia statale interna non dovette avvenire in maniera rapida, come dimostra la designazione dei cinque duchi «anziani» dotati di differenti privilegi. L'inclusione di 21 duchi permette di desumere che le varie terre lituane erano potenti e semi-indipendenti, motivo per cui gli storici considerano il trattato un'interessante documentazione del lungo e complesso processo di formazione dello Stato. Il percorso di unificazione fu però incostante; ad esempio, dopo la morte di Daugirutis nel 1213 e di Stekšys nel 1214, i Lituani organizzarono un minor numero di incursioni. Gli jatvingi, una delle popolazioni più a contatto con i lituani, non parteciparono all'intesa del 1219.

## Processo di formazione dello Stato

### Ascesa di Mindaugas
A Mindaugas, il duca che governava la Lituania orientale, l'Aukštaitija, è attribuito il merito di aver costituito lo Stato lituano. Mindaugas è indicato come sovrano nella cronaca rimata della Livonia già nel 1236, ma si tende a ritenere che il processo di assimilazione e di assunzione della carica di capo dei lituani avvenne compiutamente nel 1238. I mezzi con cui egli riuscì a farsi strada nella gerarchia ducale lituana non sono ben noti, ma le cronache rutene fanno riferimento all'uccisione e/o espulsione di vari altri duchi, compresi alcuni suoi parenti.

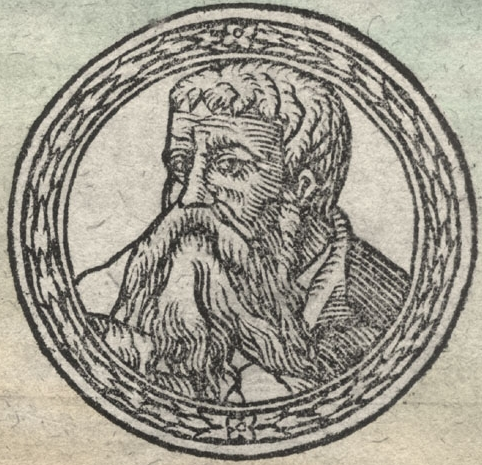
Vykintas, il condottiero vittorioso nella battaglia del Sole, come immaginato nelle Cronache di Alessandro Guagnini, pubblicato nel 1578

Nel 1236, il duca Vykintas guidò le forze samogite alla vittoria nella battaglia del Sole, dove i Cavalieri portaspada riportarono una disastrosa sconfitta, considerando che sopravvisse solo il 10% dell'esercito crociato e morirono 48 cavalieri; non è inoltre pacifico se Vykintas avesse ricevuto supporto bellico da Mindaugas. Innescatasi una rapida crisi per i portaspada, Roma dispose che chi era sopravvissuto alla disfatta poteva confluire l'anno seguente nell'Ordine teutonico; i superstiti confluirono in un nuovo gruppo cavalleresco, una branca di quello teutonico, divenuto noto con il nome di Ordine di Livonia. I crociati collaborarono per acquisire la Samogizia, in quanto il vantaggio tattico che ne poteva derivare sarebbe stato notevole. Non si poteva raggiungere l'obiettivo senza attraversare altre terre ed è pertanto ancor più plausibile che, per via delle pressioni costituite dalla minaccia tedesca, l'unificazione lituana subì un'accelerazione. All'inizio degli anni 1240, Mindaugas approfittò delle lotte causate dall'invasione mongola ed entrò in possesso di vasti possedimenti nella Rutenia Nera, da lui affidati in gestione al figlio Vaišvilkas.
Durante i primi anni del decennio 1240-1250, Mindaugas consolidò e affermò il suo potere in varie terre baltiche con una serie di manovre politiche e belliche. Nel 1245 e/o nel 1248, inviò i suoi nipoti Tautvilas ed Edivydas, i figli di Dausprungas e Vykintas, a conquistare Smolensk, ma senza successo. Nel 1249 scoppiò una guerra interna quando Mindaugas cercò di impadronirsi delle terre dei suoi nipoti e di Vykintas, avendoli ritenuti responsabili delle precedenti disfatte. Tautvilas, Edivydas e Vykintas formarono una potente coalizione con i Samogiti, l'Ordine di Livonia, Danilo di Galizia (cognato di Edivydas e Tautvilas) e Vasilko di Volinia contro Mindaugas. Solo i polacchi, nonostante Danilo glielo avesse proposto, rifiutarono di prendere parte alla coalizione. I duchi di Galizia e Volinia riuscirono a riprendere la Rutenia Nera sottraendola al figlio di Mindaugas Vaišvilkas, mentre Tautvilas si recò nel frattempo a Riga, dove ricevette il battesimo dall'arcivescovo.

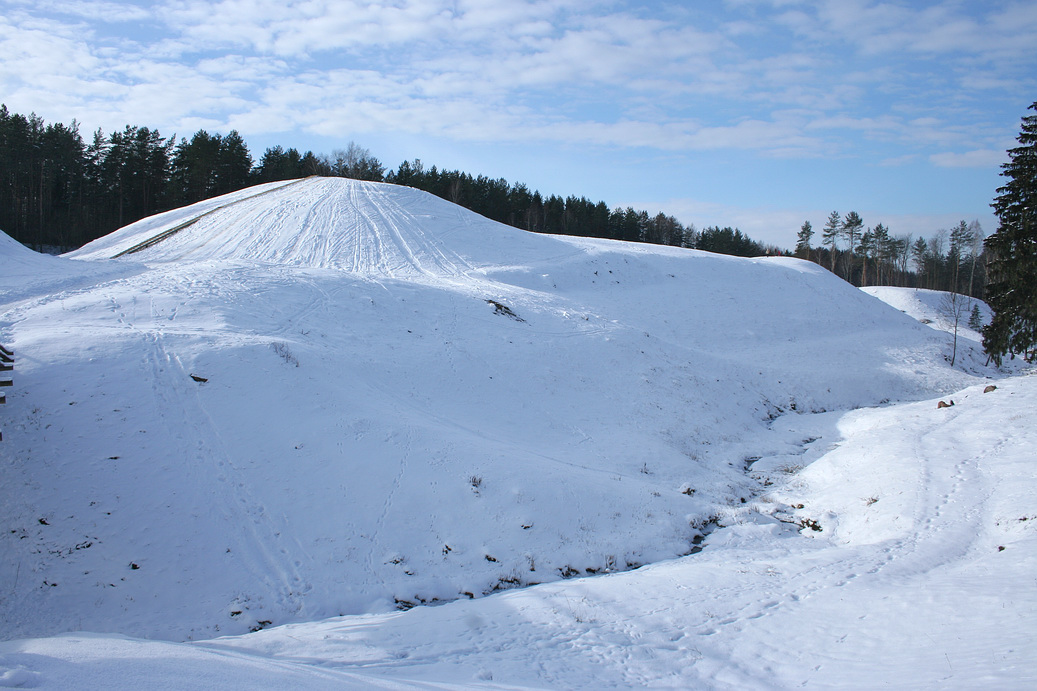
La fortezza di collina di Šeiminyškėliai nei pressi di Anykščiai. È situata nei pressi dell'ipotetica posizione di Voruta, la capitale del ducato e del regno di Lituania

Assediato da nord e sud e col rischio scoppiassero disordini altrove, Mindaugas si trovava in una posizione estremamente difficile; fu però in grado di sfruttare i contrasti tra l'Ordine livoniano, il nemico più temibile, e l'arcivescovo di Riga per i suoi interessi. Egli riuscì infatti a compiacere Andreas von Stirland, gran maestro dell'Ordine, dicendogli che si diceva pronto a convertirsi e ottenendo al contempo quello a cui realmente ambiva, cioè la cessazione degli aiuti esterni dei cristiani a Tautvila. È verosimile ritenere che dovette inviare parecchi doni, come cavalli e metalli preziosi. A giudizio di Zigmantas Kiaupa, il fatto che i Cavalieri di Livonia stessero negoziando con Mindaugas non dovrebbe passare inosservato, in quanto testimonierebbe che essi finirono indirettamente per riconoscere la Lituania come uno Stato in senso vero e proprio, seppur di fede pagana. Nel 1251, Mindaugas accettò di ricevere il sacramento del battesimo e di rinunciare al controllo su alcune terre della Lituania occidentale in cambio della corona. Nel 1252, Tautvilas e gli alleati ancora al suo fianco attaccarono Mindaugas a Voruta, insediamento sulla cui esatta posizione si è dibattuto per secoli e che fu forse la prima capitale della Lituania, ma il tentativo di spodestarlo fallì e le forze di Tautvilas si ritirarono per difendersi nel castello di Tverai, nell'attuale comune di Rietavas. Vykintas morì nel 1253 circa e Tautvilas fu costretto a rifugiarsi da Danilo di Galizia. Danilo si riappacificò con Mindaugas nel 1254 ed è interessante notare come il principe di Galizia-Volinia fosse in trattativa con Roma nel medesimo periodo storico per ottenere anch'egli una corona. Le terre della Rutenia Nera furono cedute a Roman Danilovič, figlio di Danilo, mentre Vaišvilkas, figlio di Mindaugas, decise invece di farsi monaco; Tautvila, invece, riconobbe la supremazia di Mindaugas e ricevette Polack come feudo.

### Regno di Lituania

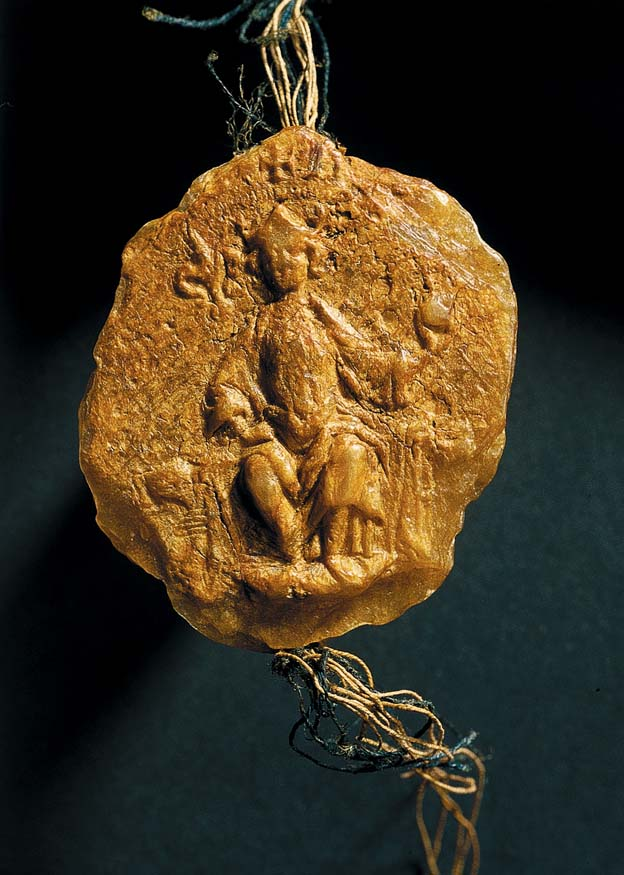
L'unico sigillo di Mindaugas sopravvissuto ad oggi, datato 1255

Come promesso, Mindaugas e sua moglie Morta furono incoronati durante l'estate del 1253, malgrado non si conoscano né la data esatta né il luogo dove avvenne. Anche due dei suoi figli e alcuni membri della sua corte vennero battezzati e tale conferma evince da una lettera scritta da Innocenzo IV. Il vescovo Enrico Heidenreich di Kulm presiedette le cerimonie ecclesiastiche e il gran maestro Andreas von Stirland conferì la corona. Grazie a uno studio compiuto da Edvardas Gudavičius, il 6 luglio è stato individuato come data in cui avvenne l'evento e in quel giorno oggi si celebra in Lituania la "Festa dello Stato" (in lituano: Valstybės diena). La costituzione del regno siglò il riconoscimento internazionale dello stato da parte delle potenze cristiane occidentali.
Innocenzo IV appoggiò l'ascesa di Mindaugas, sperando che una nuova potenza cristiana potesse arginare le scorribande intraprese dall'Orda d'Oro, uno stato dell'impero mongolo. Il 17 luglio 1251, il pontefice emise due bolle dal rilievo cruciale, una delle quali ordinava al vescovo di Chełmno di incoronare Mindaugas come re di Lituania, nominare un vescovo per la Lituania e costruire una cattedrale, mentre l'altra specificava che il nuovo prelato doveva rispondere direttamente a Roma. I due atti furono visti di buon occhio dai Lituani, in quanto un controllo più attento del Papa avrebbe impedito che gli antagonisti di lunga data, i Cavalieri di Livonia o la diocesi di Riga, avessero potuto assumere le redini dello Stato e renderlo di fatto un fantoccio.
Ci volle del tempo prima che fosse nominato un vescovo della Lituania a causa di vari conflitti di interesse e della scarsa fretta dimostrata dai baltici. Il vescovo di Gniezno nominò Vito (Vitas), un frate domenicano per ricoprire la carica, senza però trovare l'appoggio di Mindaugas o della popolazione. Le attività di Vito nel Regno sono sconosciute, sebbene a volte sia associato alla cattedrale di Mindaugas. Alla fine, fu nominato Cristiano (Kristijonas), un membro dell'Ordine livoniano ricevuto formalmente dal re il 12 marzo 1254. Mindaugas gli donò alcune terre in Samogizia, ma anche delle sue attività non vi è traccia e le poche fugaci notizie di cui si dispone non menzionano l'invio di missionari, l'istruzione di nuovi sacerdoti o la costruzione di chiese in quel periodo; è certo però che il vescovo Cristiano fece ritorno in Germania nel 1259, dove morì nel 1271. Quando e se sia stata realizzata la costruzione della cattedrale di Mindaugas rimane un altro mistero, ma nuova linfa potrebbe essere generata da recenti ricerche archeologiche, decisive al fine di riportare alla luce i resti di un edificio in mattoni del XIII secolo sul sito dell'attuale cattedrale di Vilnius. Che si trattasse dell'edificio religioso oggetto di discussione o meno, non è dato saperlo. Quand'anche fosse stato davvero realizzato, si trattò solo di un mero compiacimento per soddisfare l'accordo con il papa, come dimostrano gli eventi successivi; i Lituani si opposero alla cristianizzazione e il battesimo di Mindaugas ebbe solo un impatto temporaneo.

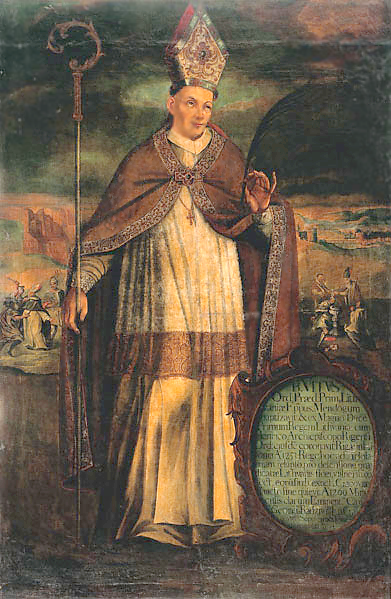
Vitas, il primo vescovo della Lituania. Dipinto del XVII secolo

Immediatamente dopo la sua incoronazione, Mindaugas consegnò alcuni possedimenti occidentali ai livoniani, nello specifico porzioni di Samogizia e Nadruvia. Non si sa con certezza se avvennero delle cessioni negli anni successivi (1255, 1257, 1259, 1261), poiché benché risultino esse potrebbero essere state artificiosamente attestate dall'Ordine. Una simile ricostruzione è avvalorata dal fatto che alcuni dei documenti rinvenuti menzionano terre mai state sotto il dominio di Mindaugas. Secondo Claudio Carpini, si trattò di un sacrificio ardito e allo stesso tempo comunque inevitabile, «visto il debito di riconoscenza che aveva contratto con l'Ordine, al quale doveva molta della sua fortuna politica». Qualunque sia la verità, pace e stabilità perdurarono nel regno per circa altri otto anni, con Mindaugas che sfruttò quest'opportunità per concentrarsi sull'espansione verso est. Rafforzò la sua influenza nella Rutenia Nera, a Pinsk, approfittando del crollo della Rus' di Kiev per sottomettere Polack, un importante sito commerciale sul fiume Daugava. Negoziò una pace con la Galizia-Volinia e diede in sposa una sua figlia a Švarnas, figlio di Danilo di Galizia, il quale sarebbe in futuro diventato granduca di Lituania. Anche le relazioni diplomatiche con l'Europa occidentale e la Santa Sede furono cementate ulteriormente, con Mindaugas che ricevette nel 1255 il permesso da papa Alessandro IV di incoronare suo figlio come re di Lituania. Per quanto concerne la politica interna, Mindaugas tentò di creare istituzioni statali, ovvero una sua corte regia, degli apparati amministrativi, un servizio diplomatico e un sistema monetario. Su quest'ultimo punto, fu la cosiddetta moneta lunga lituana d'argento (in lituano: Lietuvos ilgieji) a circolare e a dare col tempo una parvenza di valuta statale.
Le truppe livoniane si concentrarono sul consolidamento del proprio dominio sulle terre in Samogizia, erigendo tre castelli lungo il confine presso Memelburg (Klaipėda), Georgenburg (Jurbarkas) e Doben (Durbe in Lettonia). I sudditi dei Cavalieri insorsero nello stesso frangente, come testimoniano la battaglia di Skuodas (1259) e la battaglia di Durbe (1260), vinte entrambe dai Samogiti e grazie alle quali la regione restò lontana dagli scenari di guerra per decenni. La prima sconfitta causò una ribellione dei Semigalli, mentre la seconda spronò i Prussiani a scatenare quella che sarebbe divenuta nota come grande rivolta, durata quasi un quindicennio. Su consiglio di Treniota, suo nipote, Mindaugas trasgredì la pace con l'Ordine e tutti i risultati ottenuti in campo diplomatico raggiunti dopo l'incoronazione andarono perduti. La conversione avvenne per soli fini politici, in quanto secondo le cronache non avrebbe mai smesso di praticare segretamente riti pagani.
Mindaugas formò quindi un'alleanza con Aleksandr Nevskij di Novgorod e marciò contro l'Ordine, mentre invece Treniota guidò un esercito alla volta di Cēsis e combatté in Masovia, fiducioso della volontà delle popolazioni locali di opporsi ai cavalieri cristiani e di unirsi alla Lituania. Gli scontri sortirono l'effetto di far ritirare i crociati nei castelli fortificati, i quali non furono espugnati; Treniota non fu capace di formare una coalizione di rivoltosi baltici contro l'Ordine. Le ricadute morali delle vittorie furono però notevoli e accrebbero la sua figura, mentre Mindaugas si stava concentrando sulla conquista di terre russe al fine di sottomettere Brjansk. Il dualismo tra il duca di Samogizia Treniota e il re cominciò a farsi sentire anche per le diverse priorità perseguite. Proprio nello stesso periodo, la moglie di Mindaugas Morta si spense e il re espresse il desiderio di sposare la moglie di Dovmont di Pskov, alleatosi per via di tale decisione con Treniota per assassinare il nemico comune. L'occasione si presentò nel 1263, e a morire nell'agguato che costò la vita a Mindaugas furono anche due dei suoi figli, Ruklys e Rupeikis. Al di là della complicità o meno nell'operazione di Danilo di Galizia, su cui pure si è dibattuto, ciò che è certo è che Lituania entrò così in un periodo di instabilità interna.

### Il periodo post Mindaugas

#### Gli anni dell'instabilità

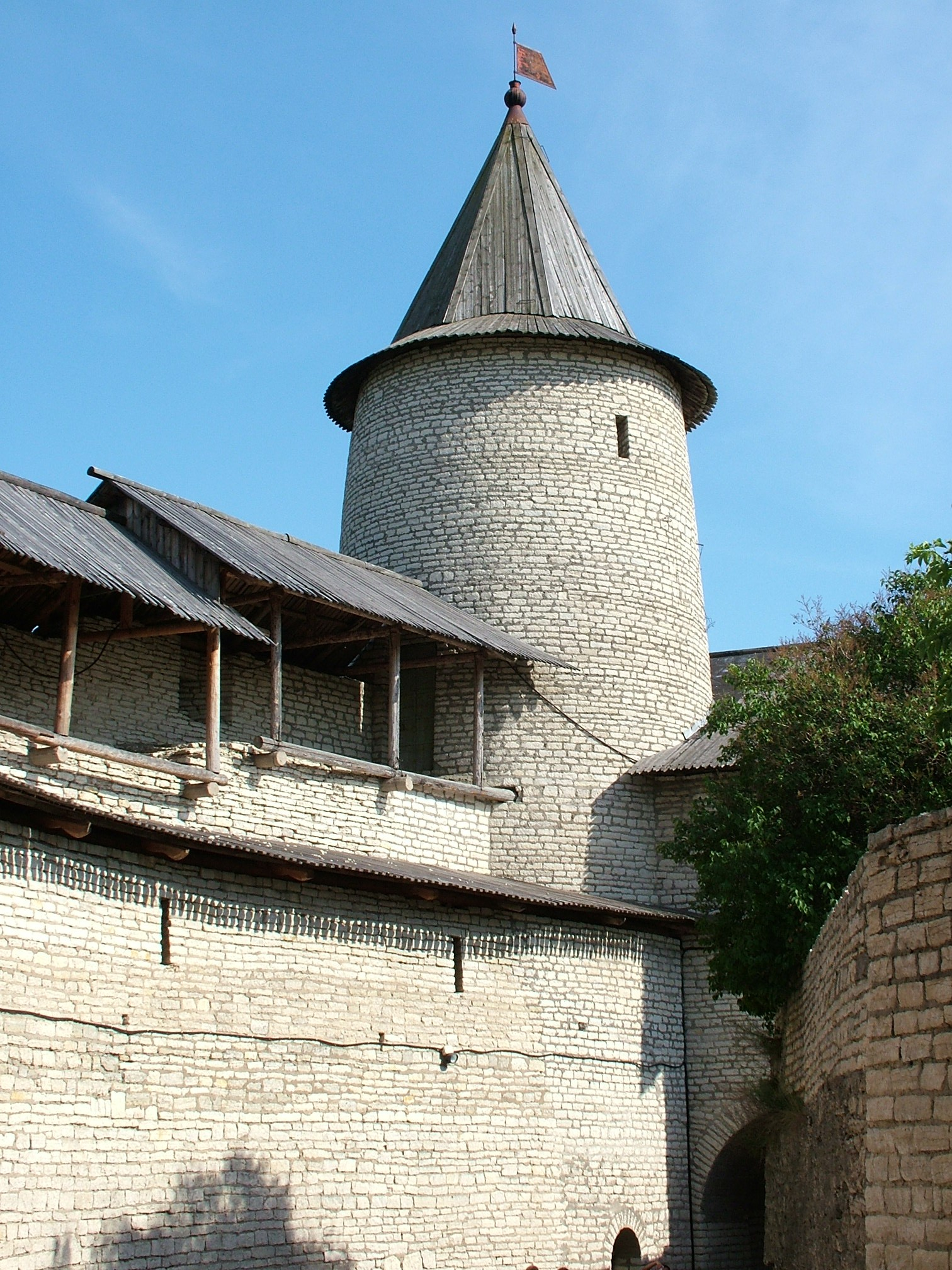
Mura del Cremlino di Pskov. Furono in parte costruite da Dovmont di Pskov, uno dei congiurati di Mindaugas e patrono di Pskov

Dopo la morte del re, la Lituania non si disintegrò e Treniota assunse il potere in veste di granduca, ma le basi su cui si reggeva erano fragili. Il primo a sfidare la sua autorità fu Tautvilas, il quale aspirava anch'egli a prendere il posto di Mindaugas; Treniota riuscì a sbarazzarsi di questo rivale venendo poi solo un anno più tardi, nel 1264, ucciso dai vecchi servitori di Mindaugas. La Lituania passò dunque in mano a Vaišvilkas, il quale godeva del supporto esterno fornito dal cognato Švarnas della Volinia. Dovmont fu costretto a rifugiarsi a Pskov, dove si convertì alla religione ortodossa, acquisì come nome di battesimo Timoteo e assunse la carica di knjaz dal 1266 al 1299, venendo poi canonizzato dalla Chiesa ortodossa russa. Nel 1265 Vaišvilkas, in quanto cristiano, si riconciliò con l'Ordine di Livonia e, senza il sostegno della Lituania, i focolai dei Balti ancora ribelli alimentati da Treniota iniziarono a spegnersi. Nel 1267 riabbracciò la vita monastica e trasferì la gestione del Granducato a Švarnas.
Poco si sa su Švarnas e sulle modalità con cui esercitò il potere, con Zigmantas Kiaupa che crede che non fosse stato in grado di mantenere il controllo di tutta la Lituania e avesse governato solo sulle regioni meridionali. Morì nel 1269 o nel 1271 in Galizia.

#### Regno di Traidenis: l'inizio della crociata lituana
I modi in cui Traidenis giunse a capo del Granducato restano oscuri. Fin dal suo insediamento, la minaccia più consistente fu rappresentata dalla Galizia-Volinia, tuttavia disinnescata dal sovrano lituano siglando un trattato di pace con Lev di Galizia. Traidenis, divenuto presto noto per il suo costante atteggiamento anti-tedesco, fu in grado di sopraffare anche i Cavalieri di Livonia e al contrario di quanto tradizionalmente si ritiene, ricevette, o quanto meno tollerò, il supporto dei congiurati di Mindaugas, in particolare di Dovmont, contro i suoi avversari. Nel 1270 vinse la battaglia di Karuse, combattuta sul ghiaccio vicino a Saaremaa. Nel 1272 l'Ordine reagì attaccando la Semigallia e costruendo il castello di Dünaburg (Daugavpils) un anno più tardi; il risultato che ne scaturì fu un'enclave controllata dai teutonici nel territorio in mano a Traidenis. Nel 1279, i crociati attaccarono le terre lituane spingendosi fino a Kernavė; sulla via del ritorno, i cavalieri vennero gravemente sconfitti nella battaglia di Aizkraukle, con il maestro dell'Ordine, Ernst von Rassburg, che morì nello scontro, evento che spinse i Semigalli conquistati a insorgere. Due anni dopo, nel 1281, il granduca espugnò il castello di Jersika, nell'attuale distretto di Preiļi, e risultò così in possesso di una controfferta per riottenere il castello di Dünaburg, rimasto da allora un avamposto lituano fino al 1313. Gli autoctoni furono sottomessi solo qualche decennio più avanti, nel 1290, e benché i teutonici non potessero saperlo in quel momento, si sarebbe trattata dell'ultima stabile conquista da loro operata da lì fino alla scomparsa dello Stato monastico.

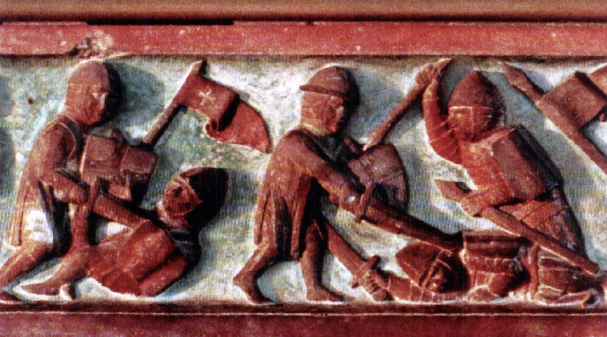
Lituani combattono i Cavalieri teutonici in un bassorilievo del XIV secolo del castello di Malbork

Il regno di Traidenis, cessato alla sua morte nel 1282 per cause naturali, un evento inedito fino ad allora nella storia del Granducato, fu il più lungo e il più stabile del periodo di agitazione scatenatosi dal 1263. Proprio perché impegnato a ricostruire la Lituania, non poté assestare alcun colpo decisivo ai suoi vicini cristiani, impegnati a sedare le insurrezioni ancora in corso; da quel momento, le popolazioni sottomesse non si ribellarono più. Nel 1274 terminò altresì la grande rivolta prussiana, permettendo ai Cavalieri teutonici di piegare i Nadruviani e gli Skalviani nel 1274-1277 e gli Jatvingi nel 1283; la Semigallia, l'ultimo alleato baltico della Lituania, cedette agli incursori nel 1291. La zona cuscinetto composta dalle tribù baltiche ancora rimaste era scomparsa e la Lituania dovette a quel punto prepararsi a combattere i cavalieri da sola. Pietro di Duisburg, a proposito dell'appena proclamata crociata lituana, riportava nel suo Chronicon terrae Prussiae:
(Pietro di Duisburg, Chronicon terrae Prussiae)
Va tenuto presente che, persino in un contesto pieno di conflitti come fu il regno di Traidenis, l'afflusso di cristiani verso est rappresentò una costante sia per via della presenza di mercanti tedeschi che per l'aumento di prigionieri di guerra. Pur essendoci la possibilità di accostarsi al cristianesimo, non si promossero organiche iniziative di evangelizzazione, neppure da parte degli ortodossi, che dal canto loro non sembravano interessati al proselitismo. È tuttavia probabile che qualche conversione ci sia stata, anche se circoscrivibile ad iniziative personali. La crescente aggressività dei teutonici, i quali ritenevano le armi fossero lo strumento migliore di conversione, spinse ben presto i Lituani a considerare il paganesimo come un elemento irrinunciabile di identità nazionale e un baluardo contro la disgregazione dell'unità statale.

#### Ascesa dei Gediminidi

Colonne di Gediminas, il simbolo di una dinastia che ebbe inizio con Butigeidis nel 1285 circa e terminò con Sigismondo II Augusto nel 1572

Vi è una notevole incertezza sulle identità dei Granduchi di Lituania attivi tra la morte di Traidenis nel 1282 e l'assunzione del potere da parte di Vytenis nel 1295. Ciò è in parte dovuto alle due principali fonti della storia lituana nel XIII secolo, il codice Ipaziano e la cronaca rimata della Livonia, le quali raccontano gli eventi storici fino al 1290. Nel 1285, una cronaca, l'unico riferimento a lui relativo, menziona Daumantas in qualità di granduca, autore di un attacco al vescovo di Tver' da cui ne uscì gravemente ferito o addirittura morto nello scontro.
L'ascesa dei Gediminidi in Lituania cominciò negli ultimi decenni del XIII secolo con il misterioso Butigeidis; a giudizio di Kiaupa, risulta difficile credere che si susseguì un numero elevato di sovrani fino all'affermazione di Butigeidis, considerando che non si ha notizia di ribellioni interne su vasta scala o di altri eventi che possano rendere verosimile una così grande alternanza nel ruolo di granduca. È difficile stabilire con sicurezza quali furono i primi Gediminidi e quanto mantennero il potere, ma ciò che è noto è che agirono in un clima di forte fermento, se si tengono presenti le campagne avviate dall'Ordine teutonico ai danni di Hrodna e di altri insediamenti in mano lituana. La morte di Butigeidis è datata 1290 o 1292 e suo fratello Butvydas (indicato dalle fonti anche come Pukuveras e ritenuto invece da Kiaupa sempre Butigeidis) ereditò il Granducato; Butvydas era il padre di Vytenis e, probabilmente, anche di Gediminas. Durante la sua breve parentesi al potere, Butvydas cercò di difendere il ducato dai Cavalieri teutonici e attaccò inoltre la Masovia, alleata dei cristiani. Suo figlio Vytenis salì al potere nel 1295 e pose fine al periodo di relativa instabilità e alla fase embrionale funzionale allo Stato lituano per consolidarsi e avviare la futura espansione.

## Conseguenze

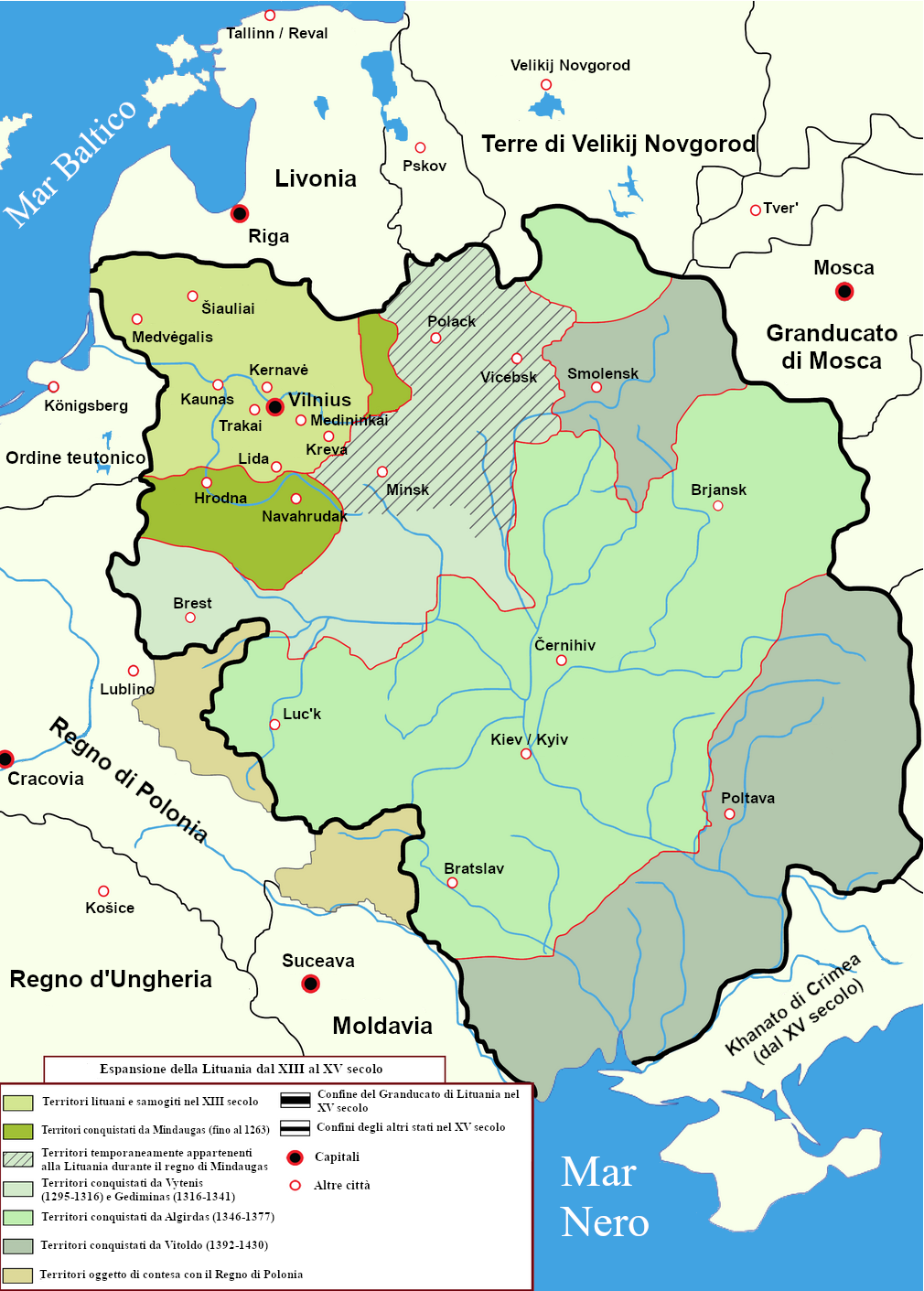
Cartina storica che mostra l'espansione del Granducato di Lituania tra il XIII e il XV secolo

Quanto governato da Mindaugas costituì la prima solida entità lituana. Grazie alle operazioni messe in atto da Lituani e Samogiti, questi furono capaci di proteggersi dalle aggressioni dei Cavalieri teutonici e dall'Ordine di Livonia, impedendo così di finire assimilati come nel caso dei Prussiani, degli Skalviani, dei Curi, dei Selonici e di altre tribù baltiche. Mindaugas governava su circa 100.000 km² della cosiddetta Lituania propria, un'area popolata, secondo le stime, da 300.000 abitanti (di cui 270.000 nella sola Lituania). Verso il 1430 circa, all'apice del periodo prospero durante il dominio di Vitoldo il Grande, il Granducato, o come preferisce chiamarlo Zenonas Norkus «l'impero mai proclamato», misurava circa 930.000 km² e contava 1,5 milioni di abitanti (di cui circa un terzo risiedeva in Lituania). Il periodo dal 1219 al 1295, per così dire, plasmò i conflitti futuri; i Lituani, di fede pagana, erano circondati dagli aggressivi ordini cattolici a nord e sud-ovest e da stati ortodossi a est. Le incursioni dei tedeschi si intensificarono dopo che venne meno la zona cuscinetto composta da differenti gruppi autoctoni nel 1283, mentre invece relazioni lituane con la Chiesa ortodossa furono più pacifiche. Alla gente fu permesso di praticare la propria religione e i duchi lituani non esitarono a sposare le figlie dei duchi ortodossi; qualche scriba alla corte dei sovrani baltici dovette essere stato senza dubbio di fede ortodossa. In competizione con la Moscovia, i Gediminidi permisero l'insediamento di una metropolia ortodossa. Le lotte con i Cavalieri teutonici e l'espansione verso est fecero da protagoniste dal 1295 e per praticamente tutto il secolo successivo. Anche dal punto di vista idiomatico, la Lituania fu un crogiolo di culture, divisa tra chi parlava il lituano e chi invece si esprimeva in lingue slave come il ruteno e l'antico slavo orientale: del resto, i Lituani intrattenevano già da tempo rapporti commerciali con i Ruteni.
La supremazia lituana non fu solo militare e sarebbe riduttivo pensarlo, con le ragioni del successo che vanno rintracciate anche nella fitta rete di matrimoni combinati funzionali ad assimilare in fretta nuove popolazioni e nuove terre. Per quanto concerne la religione, fatta eccezione per la breve parentesi costituita da Vaišvilkas e Švarnas, per altri 120 anni la Lituania sarebbe rimasto un dominio pagano, in lotta contro i teutonici e i livoniani durante le crociate del Nord, ovvero quando gli ordini attaccarono militarmente la regione per cristianizzarla. Alla luce di quanto affermato, era inevitabile che la Lituania non potesse vivere per sempre nell'isolamento religioso, politico e culturale e avrebbe dovuto scegliere tra il cattolicesimo romano o l'ortodossia orientale. Nel 1386, il granduca Jogaila accettò di battezzarsi secondo il rito cattolico per sposare Edvige di Polonia e diventare re di Polonia; l'ultimo Stato pagano in Europa aveva infine abbracciato il cristianesimo.

### Esplicative
1. ↑  I documenti che la raccontano sono scritti in ruteno, in alto-tedesco medio e in latino: in quest'ultimo idioma è riportata la prima menzione scritta del termine Lituania, risalente al 1007. Per il primo frammento in lituano occorrerà attendere il XVI secolo e si tratterà di una traduzione del Padre Nostro, dell'Ave Maria e del Credo. Il primo libro stampato è del 1547, ma l'analfabetismo rimase fortissimo fino a tutto il Settecento e perciò non vi furono molte pubblicazioni. Per approfondire: lingua lituana e etimologia del nome Lituania.
2. ↑  Neppure i Lituani sfuggirono alla lunga di popoli attaccati dai Mongoli nel corso della loro campagna europea. I baltici entrarono per la prima volta in contatto con i mongoli intorno al 1237-1240; tuttavia, fino al 1250 o al 1260 gli asiatici non considerarono i territori del Granducato una priorità. I rapporti di forza tra le due fazioni si invertirono nel corso dei secoli. Per approfondire: incursioni mongole in Lituania.
3. ↑  Murray, p. 211.
«Il passo in lingua latina incriminato che lo farebbe dedurre è il seguente: mittentes ipsum in corporalem possessionem; ciò ha fatto immaginare l'emanazione di un'autorizzazione da parte di Mindaugas che avrebbe permesso a Cristiano di accedere materialmente alla diocesi. La domanda che ci si può allora porre, destinata a rimanere inevasa, è: in quel momento erano quindi già state costruite almeno le fondamenta di un edificio religioso o l'avvio dei lavori fu rimandato al momento in cui sarebbe stato nominato un uomo di chiesa gradito a Mindaugas?.»
4. ↑  Ruklys e Rupeikis vengono menzionati in un'unica occasione in fonti storiche, ovvero solo nello specifico contesto dell'assassinio. Per questo motivo gli storici si sono divisi in due filoni, tra chi dubita della loro reale esistenza e chi crede che in realtà il loro nome sia stato erroneamente trascritto dagli scribi, in quanto nel 1271 si fa riferimento nelle cronache a due tali Replys e Gerstukas: Kiaupa, p. 67.
5. ↑  L'ultima ribellione, avvenuta nel 1295, coinvolse i sambiani e fu appoggiata da Vytenis. Per approfondire: rivolte prussiane.

### Bibliografiche
1. ↑  Kiaupa, pp. 93, 365.
«Nel XIII e XIV secolo il lituano era una lingua che esisteva solo in forma orale, in quanto prima della cristianizzazione della Lituania (1387) non sono disponibili testi scritti in quell'idioma. Se ne deduce che in quel periodo storico la scrittura non veniva utilizzata in nessun campo [...] La preistoria lituana copre gli eventi dal X-IX secolo a.C. alla formazione dello Stato lituano (primo decennio del XIII secolo)».
2. ↑  (EN) Vytautas Vaitiekūnas, Lithuania, Assembly of Captive European Nations, 1965,  p. 10.
3. ↑  (EN) Algirdas J. Kasulaitis, Lithuanian Christian Democracy, Leo XIII Fund, 1976,  p. 8.
4. ↑  Plakans, p. 48.
5. 1 2 3 4  Carpini, p. 181.
6. ↑  Devenis, p. 211.
7. ↑  Rowell, p. 10.
8. 1 2 3 4 5  Kiaupa, pp. 45-72.
9. ↑  Janonienė et al., p. 24.
10. ↑   Violeta Davoliūtė, The Making and Breaking of Soviet Lithuania: Memory and Modernity in the Wake of War, Routledge, 2014,  p. 20, ISBN 978-11-34-69351-1.
11. ↑  Devenis, p. 63.
12. ↑  Devenis, p. 209.
13. ↑  Bojtár, p. 132.
14. ↑  Kiaupa, p. 28.
15. ↑  (EN) Charles Schlacks, Russian History, University Center for International Studies, University of Pittsburgh, 2005,  p. 393.
«Il primo riferimento ai Lituani nella Prima Cronaca di Novgorod risale al 1183, quando questi attaccarono Pskov e ruppero il tradizionale rapporto di vassallaggio con il Principato di Polack.»
16. 1 2  Suziedelis, p. 189.
17. 1 2 3  Rowell, p. 50.
18. 1 2  Ulwencreutz, p. 79.
19. 1 2 3  Bojtár, p. 176.
20. 1 2  Devenis, pp. 75-78.
21. ↑  Bojtár, p. 178.
22. ↑  Plakans, p. 69.
23. ↑  Stone, p. 3.
24. ↑  Gerutis, p. 46.
25. 1 2  Frost, p. 21.
26. 1 2  Murray, p. 166.
27. 1 2 3 4 5  Kasekamp, p. 16.
28. ↑  Janonienė et al., p. 46.
29. ↑  Murray, p. 292.
30. ↑  Carpini, p. 27.
31. ↑  (EN) Ian Heath, Armies of Feudal Europe 1066-1300, Lulu.com, 5 giugno 2016,  p. 128, ISBN 978-1-326-25652-4. URL consultato il 7 settembre 2020.
32. ↑  Bojtár, p. 167.
33. ↑  Christiansen, pp. 102-103.
34. ↑  Kiaupa, p. 54.
35. 1 2  Basilevskij, p. 176.
36. 1 2  Frost, p. 22.
37. 1 2 3  Martin, p. 164.
38. ↑  (EN) John Fennell, The Crisis of Medieval Russia 1200-1304, Routledge, 2014, ISBN 978-13-17-87314-3.
«secondo lo studioso Pashuto, non sono mai avvenute due incursioni, ma ne accadde una sola ed è incerto l'anno. Quel che se ne deduce con sicurezza, è che non andò a buon fine»
39. ↑  Carpini, p. 28.
40. 1 2  Kiaupa, p. 56.
41. 1 2  Murray, p. 251.
42. ↑  Kiaupa, pp. 56-57.
43. 1 2  Janonienė et al., p. 45.
44. 1 2  Murray, p. 195.
45. ↑  Kiaupa, p. 57.
46. ↑  Bojtár, p. 139.
47. ↑  Devenis, p. 120.
48. ↑  Murray, pp. 200-201.
49. ↑  Kiaupa, p. 68.
50. ↑  Basilevskij, p. 172.
51. 1 2 3 4  Suziedelis, p. 190.
52. 1 2 3  Norkus, p. 75.
53. 1 2  Janonienė et al., p. 48.
54. 1 2  Bojtár, p. 335.
55. 1 2  Kiaupa, p. 65.
56. ↑  Kiaupa, p. 59.
57. ↑  Rowell, p. 71.
58. ↑  Murray, pp. 209 e 211.
59. ↑  Carpini, p. 32.
60. ↑  Kiaupa, p. 63.
61. ↑  (EN) Doloresa Baltrušienė, Pažintis su Lietuva, Kraštotvarka, 1999,  p. 16, ISBN 978-99-86-89226-7.
62. ↑  Carpini, p. 30.
63. ↑  Devenis, p. 215.
64. 1 2  Plakans, p. 50.
65. ↑  Gerutis, p. 47.
66. ↑  Basilevskij, p. 175.
67. 1 2  Kiaupa, p. 64.
68. ↑  Murray, p. 214.
69. ↑  Christiansen, p. 240.
70. 1 2  Janonienė et al., pp. 54-55.
71. 1 2  Ulwencreutz, p. 80.
72. 1 2 3 4  Rowell, p. 52.
73. ↑  Gerutis, p. 48.
74. 1 2  Janonienė et al., p. 57.
75. ↑  Murray, p. 204.
76. ↑  Kiaupa, p. 37.
77. ↑  Janonienė et al., p. 58.
78. ↑  Kiaupa, p. 69.
79. ↑  Kiaupa, p. 70.
80. 1 2  Norkus, p. 44.
81. ↑  (EN) Stephen Turnbull, Crusader Castles of the Teutonic Knights: The stone castles of Latvia and Estonia 1185–1560, vol. 2, Bloomsbury Publishing, 2011,  p. 20, ISBN 978-18-49-08018-7.
82. ↑  Janonienė et al., p. 59.
83. 1 2  Kasekamp, p. 17.
84. 1 2  Kiaupa, p. 71.
85. ↑  Carpini, p. 26.
86. 1 2 3 4  Carpini, p. 33.
87. ↑  Murray, p. 500.
88. ↑  Plakans, p. 51.
89. ↑   Simonetta Cavaciocchi, Schiavitù e servaggio nell'economia europea. Secc. XI-XVIII, Stamperia universitaria di Firenze, 2014,  p. 355, ISBN 978-88-66-55561-2.
90. ↑  Kiaupa, p. 111.
91. ↑  Kiaupa, pp. 111-112.
92. ↑  Kiaupa, pp. 111-113.
93. ↑  Christiansen, p. 313.
94. ↑  Kiaupa, pp. 112-113.
95. ↑  Stone, p. 4.
96. 1 2  Plakans, p. 62.
97. ↑  Kiaupa, p. 50.
98. 1 2  Kasekamp, pp. 19-20.
99. ↑  Kiaupa, p. 100.
100. ↑  Plakans, p. 72.
101. ↑  Bojtár, p. 179.
102. ↑  Kiaupa, p. 130.